# ناوشکن بلگراد
ناوشکن بلگراد (به انگلیسی: Yugoslav destroyer Beograd) یک کشتی بود که طول آن ۹۸ متر (۳۲۲ فوت) بود. این کشتی در سال ۱۹۳۷ ساخته شد.